# Protellina ingolfi
Protellina ingolfi är en kräftdjursart som först beskrevs av Knud Hensch Stephensen 1944.  Protellina ingolfi ingår i släktet Protellina och familjen Caprellidae. Inga underarter finns listade i Catalogue of Life.